# اچ‌ام‌اس فیوری (اچ۷۶)
اچ‌ام‌اس فیوری (اچ۷۶) (به انگلیسی: HMS Fury (H76)) یک کشتی بود که طول آن ۳۲۹ فوت (۱۰۰ متر) بود. این کشتی در سال ۱۹۳۴ ساخته شد.